# إسماعيل الخطيب
إسماعيل الخطيب (مواليد 1961) هو رجل دين وسياسي إيراني يشغل منصب وزير وزارة الإستخبارات والأمن الوطني الإيراني منذ آب (أغسطس) 2021. وهو السياسي الثامن الذي يشغل هذا المنصب في إيران.

## النشأة والتعليم
ولد الخطيب في قاين، جنوب خراسان، في عام 1961. درس الفقه الإسلامي في قم. تتلمذ على عدد من الشخصيات البارزة مثل علي خامنئي، محمد فاضل لنكاراني، ناصر مكارم الشيرازي ومجتبى طهراني.

## مهنة
الخطيب له لقب حجة الإسلام. وشملت المناصب السابقة للخطيب رئيس مركز حماية المعلومات في القضاء ورئيس أمن آستان قدس رضوي. كما عمل في مكتب المرشد الأعلى، علي خامنئي ، بصفته كبير مراقبي إيران ، وفي قسم الاستخبارات في الحرس الثوري الإسلامي (الحرس الثوري الإيراني) وكذلك في وزارة الاستخبارات.
في عام 1985 تم تعيين الخطيب في وحدة الاستخبارات في الحرس الثوري الإيراني من قبل محسن رضائي من كان أول قائد عام للفيلق. كان الخطيب في المنصب حتى عام 1991. خلال فترة ولاية وزير المخابرات علي فلاحيان عين الخطيب رئيسا للفرع الإقليمي للوزارة في قم في عام 1999. تم تعيين الخطيب كبير المراقبين في مكتب المرشد الأعلى في عام 2010.
تم تعيين الخطيب وزيرا للمخابرات في مجلس الوزراء من الرئيس الإيراني إبراهيم رئيسي وتم تأكيده من قبل المجلس في 25 أغسطس 2021. حصل على 222 صوتا مؤيدا. تم استبدال الخطيب محمود علوي في هذا المنصب.

### المشاهدات
الخطيب هو أحد الحلفاء المقربين لعلي خامنئي وكان أيضا من مؤيدي آية الله روح الله الخميني. لديه صلات وثيقة مع شخصيات دينية مهمة أخرى في إيران معظمهم من أساتذته.